# Pagon
Pagon (malajski: Bukit Pagon)  je najviša planina u Bruneju. Nalazi se na granici s Malezijom na otoku Borneo. Brdo Pagon nalazi se u okrugu Temburong u Bruneju. Ovaj okrug je odvojen od ostatka Bruneja dijelom malezijske države Sarawak.
Na obroncima ove planine nalazi se vrsta biljke vrča Nepenthes lowii.

## Vanjske poveznice
|  | Zajednički poslužitelj ima još gradiva o temi Pagon |

- Bukit Pagon, Brunei. Peakbagger.com